# Episodi di Miracle Workers (quarta stagione)
La quarta e ultima stagione della serie televisiva Miracle Workers, denominata Miracle Workers: End Times,  è composta da 10 episodi ed è andata in onda negli Stati Uniti sul canale TBS, dal 10 luglio al 28 agosto 2023.
In Italia la stagione è inedita.
| nº | Titolo originale       | Titolo italiano | Prima TV USA   | Prima TV Italia |
| -- | ---------------------- | --------------- | -------------- | --------------- |
| 1  | Welcome to Boomtown    |                 | 10 luglio 2023 |                 |
| 2  | H.O.A.                 |                 | 10 luglio 2023 |                 |
| 3  | The MatriXXX           |                 | 17 luglio 2023 |                 |
| 4  | The Grouping Ceremony  |                 | 17 luglio 2023 |                 |
| 5  | Jim Carrey in the Park |                 | 24 luglio 2023 |                 |
| 6  | Olympus                |                 | 31 luglio 2023 |                 |
| 7  | Roland Proudheart      |                 | 7 agosto 2023  |                 |
| 8  | Children of Women      |                 | 14 agosto 2023 |                 |
| 9  | John Christ            |                 | 21 agosto 2023 |                 |
| 10 | The End                |                 | 28 agosto 2023 |                 |